# Partido del Progreso (Alemania)
El Partido del Progreso (en alemán: Partei des Fortschritts, PdF) es un partido político alemán fundado en Colonia en 2020.
Sus raíces ideológicas son los ideales democráticos de la Ley Fundamental y un verdadero pragmatismo. El partido se ve a sí mismo más allá de la división izquierda-derecha, pero los politólogos lo clasifican como liberal de izquierda.
En las elecciones federales alemanas de 2021, el partido presentó listas únicamente en Renania del Norte-Westfalia y recibió 3.228 votos. A nivel estatal, el PdF se postuló por primera vez en las elecciones estatales de Renania del Norte-Westfalia de 2022, donde ganó el 0,1 % con 6.154 votos.
El Partido del Progreso fue admitido en las elecciones al Parlamento Europeo de 2024 y, por lo tanto, fue pudo presentarse a las elecciones en toda Alemania por primera vez. Recibió el 0,6 % de los votos y el líder del partido, Lukas Sieper, fue elegido como eurodiputado.